# ناحیه کارلتون، میشیگان
ناحیه کارلتون (به انگلیسی: Carlton Township) یک منطقهٔ مسکونی در ایالات متحده آمریکا است که در شهرستان بری، میشیگان واقع شده‌است.
 ناحیه کارلتون ۹۲٫۴ کیلومتر مربع مساحت و ۲٬۳۹۱ نفر جمعیت دارد و ۲۴۳ متر بالاتر از سطح دریا واقع شده‌است.